# Tod Sloan
Tod Sloan, Aloysius Martin Sloan (Litchfield, Québec, 1927. november 30. – Sutton, Ontario, 2017. július 12.) Stanley-kupa-győztes és világbajnoki ezüstérmes kanadai jégkorongozó.

## Pályafutása
1943–44-ben a Copper Cliff Reps, 1944 és 1946 között a St. Michael’s Majors juniorcsapataiban játszott. 1946 és 1948 között két idényen át az AHL-ben szereplő Pittsburgh Hornets játékosa volt. Közben mindkét idényben szerepelt a Toronto Maple Leafs NHL-ben játszó csapatában. Az 1949–50-es idényben az AHL-ben induló Cleveland Barons játékosa volt. 1950-ben szerződtette a Toronto Maple Leafs, majd 1958 és 1961 között a Chicago Black Hawks csapatában játszott. 1947 és 1961 között összesen 745 NHL mérkőzésen szerepelt. 1961-ben visszavonult a profi jégkorongozástól. Még egy idényt játszott a Galt Terriers csapatában és részt vett az 1962-es világbajnokságon a kanadai válogatott tagjaként, ahol ezüstérmes lett a csapattal. Ezt követően fejezte be az aktív játékot.

## Sikerei, díjai
Kanada
- Világbajnokság
  - ezüstérmes: 1962, Egyesült Államok

 Toronto St. Michael’s Majors
- J. Ross Robertson-kupa
  - győztes: 1944–45, 1945–46
- Memorial-kupa
  - győztes: 1945–46

 Toronto Maple Leafs
- Stanley-kupa
  - győztes: 1948–49, 1950–51
- NHL All-Star Csapat: 1950–51, 1951–52, 1955–56

 Chicago Black Hawks
- Stanley-kupa
  - győztes: 1960–61